# 伊藤大輔 (実業家)
伊藤 大輔（いとう だいすけ、1976年 - ）は、日本の実業家、起業家。日本プロジェクトソリューションズ株式会社、プロシアホールディングス株式会社の代表取締役社長、一般社団法人日本PMO協会の会長を務める。プロジェクトマネジメントと新規事業開発の第一人者として知られ、数多くの企業でプロジェクト支援や人材育成に携わる傍ら、後進の育成にも尽力している。

## 経歴
慶應義塾大学経済学部卒業後、大手マーケティングCRM会社に勤務。その後、青山学院大学大学院国際マネジメント研究科(MBAプログラム)を首席で修了。 大学院在学中に複数のビジネスプランコンテストで受賞し、経済産業省のUniversity Venture Grand-Prixで大賞を受賞。
慶応義塾大学経済学部卒業後、大手企業でアルバイトとして勤務した後、正社員になり、日本プロジェクトソリューションズ株式会社を設立し、代表取締役社長に就任。同社では、プロジェクトマネジメントの教育研修事業、実務支援事業、システム開発・販売事業を手掛ける。
日本におけるプロジェクトマネジメントとPMO(プロジェクトマネジメントオフィス)の普及と発展を目的として一般社団法人日本PMO協会を設立。代表理事に就任し、資格認定事業や研修事業を通じて、プロジェクトマネジメント人材の育成に注力している。
現在は、国立大学法人群馬大学理工学府非常勤講師や青山学院大学大学院でプロジェクトマネジメントの講師も務めるなど、実務だけでなく教育者としても活動している。

## 表彰歴
- 紺綬褒章 受章
- 2020年,2021年,2022年,2024年,英フィナンシャル・タイムズ紙：アジア急成長企業ランキング「FT High-Growth Companies Asia-Pacific」受賞
-日本経済新聞社「日本急成長企業2022」100社にランクイン」
- 経産省University Venture Grand Prix 大賞 受賞
- 東京都学生起業家選手権 優秀賞 受賞
- 大田区ビジネスプランコンテスト 優秀賞 受賞
- キャンパスベンチャーグランプリ 優秀賞 受賞
- 一般財団法人学生サポートセンター学生ビジネスプランコンテスト 優秀賞 受賞